# Parascopas peltarius
Parascopas peltarius är en insektsart som beskrevs av Ronderos 1982. Parascopas peltarius ingår i släktet Parascopas och familjen gräshoppor. Inga underarter finns listade i Catalogue of Life.